# エレクトロン (人工衛星)
エレクトロン（ロシア語: Электрон、「電子」の意味）とは、ソビエト連邦の人工衛星である。地球の放射線帯（ヴァン・アレン帯）の観測を目的とし、1964年に4機が打ち上げられた。1つのロケットにつき2機の衛星が搭載され、それぞれを別の楕円軌道に乗せることで、放射線帯の異なる部分を同時観測することを可能とした。
内側の軌道を周回した1号・3号と外側を周回した2号・4号では別設計の機体が用意された。1号・3号は直径0.75m、高さ2.5mの円筒形で、重量は350kgだった。2・4号は直径1.8m、高さ2.4mのキューポラ型で、重量は445kgだった。異なる高度から放射線帯内部の電子を測定したほか、宇宙線や流星塵等も観測した。

## 運用
| 衛星            | 打ち上げ日時  | 重量  | 軌道高度         |
| --------------- | ------------- | ----- | ---------------- |
| エレクトロン1号 | 1964年1月30日 | 350kg | 409 x 6,761km    |
| エレクトロン2号 | 1964年1月30日 | 445kg | 9,470 x 58,952km |
| エレクトロン3号 | 1964年7月10日 | 350kg | 405 x 6,638km    |
| エレクトロン4号 | 1964年7月10日 | 445kg | 457 x 66,261km   |